# International Association of Amusement Parks and Attractions
De International Association of Amusement Parks and Attractions is een internationale brancheorganisatie voor attractieparken en attracties. De IAAPA is een non-profitorganisatie met haar hoofdzetel in Orlando, Florida, Verenigde Staten. Daarnaast heeft het kantoren in Mexico-Stad, Brussel, Hong Kong en Shanghai.
De IAAPA representeert meer dan 4.500 attractieparken, leveranciers en individuele leden uit meer dan 90 verschillende landen. De organisatie is waarschijnlijk het meest bekend om zijn jaarlijkse beurzen (IAAPA Expo, IAAPA Expo Europa en IAAPA Expo Asia).

## Geschiedenis
In 1917 kwamen een aantal eigenaren van attractieparken en outdoor evenementenorganisaties bij elkaar in Chicago met als doel een overkoepelend orgaan op te richten voor de branche. De oprichting van de NOSA (National Outdoor Showmen’s Association) was een feit in 1918. In 1920 werd de naam veranderd in National Association of Amusement Parks (NAAP). In 1972 werd de naam International Association of Amusement Parks and Attractions (IAAPA) opgericht als internationale brancheorganisatie.
Naast attractieparken sloten vanaf halverwege de jaren 1990 zich dierentuinen, aquaria en musea aan bij de IAAPA.

## Awards
Binnen haar branche deelt de IAAPA prestigieuze onderscheidingen uit zoals de IAAPA Applause Award, de IAAPA Brass Ring Awards, en de IAAPA Individual Achievement Awards. In de laatste categorie valt o.a. de IAAPA Hall of Fame.